# Liste von Oasen in Niger
Die Liste von Oasen in Niger umfasst jeweils den Namen der Oase, die Einwohnerzahl laut Volkszählung 2012, die zugehörige Gemeinde und Region Nigers sowie den Breiten- und Längengrad.

## Liste

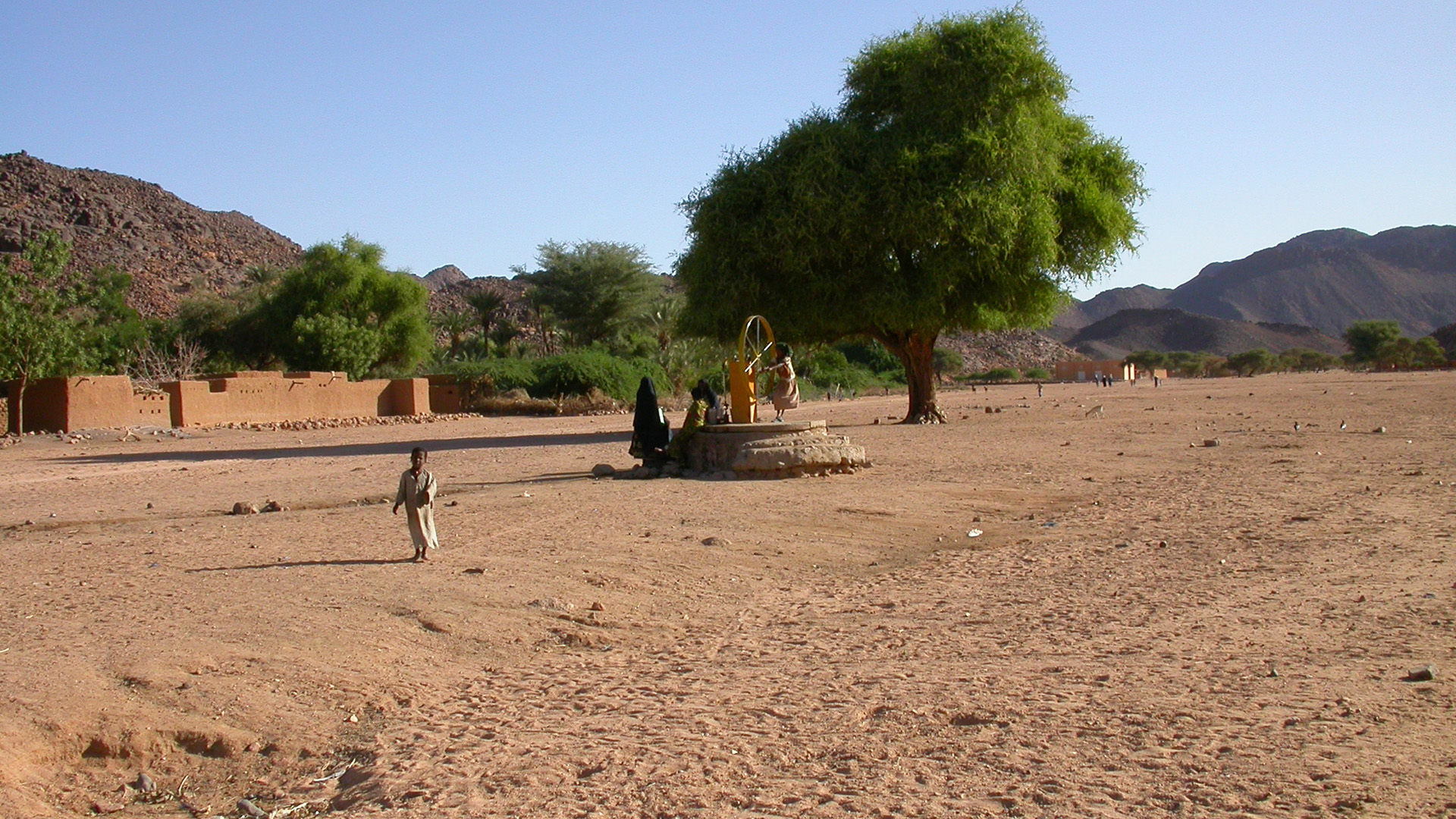
Oase Timia (2002)

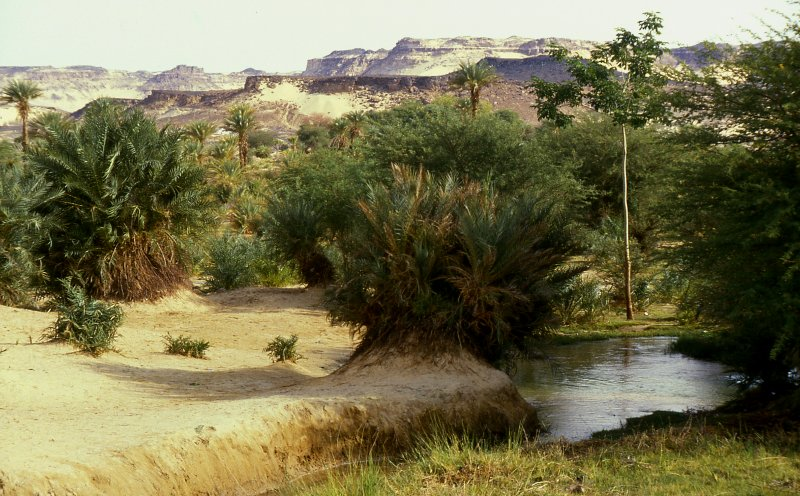
Oase Bilma (1989)

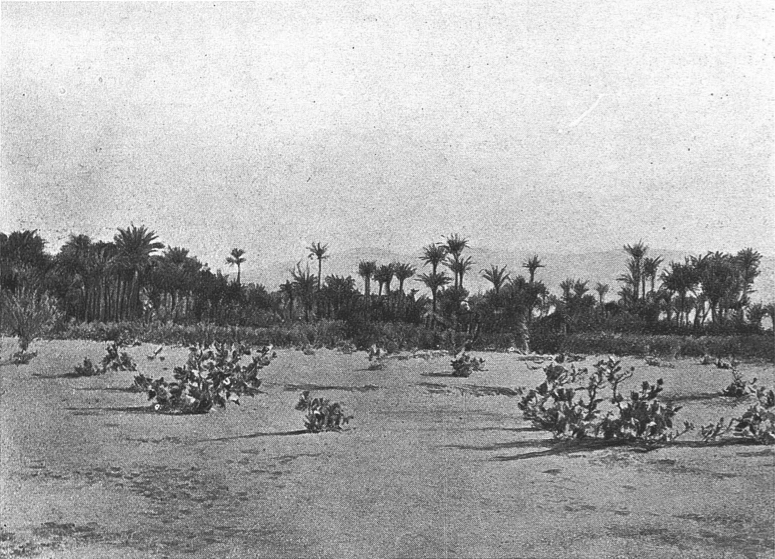
Oase Iférouane (1899)

| Oase                          | Einwohner (2012) | Gemeinde    | Region | Breiten- und Längengrad |
| ----------------------------- | ---------------- | ----------- | ------ | ----------------------- |
| Alarcess                      | 3102             | Agadez      | Agadez | 17° 1′ N, 8° 1′ O       |
| Aguer                         | 251              | Bilma       | Agadez | 18° 48′ N, 12° 54′ O    |
| Bilma (Gemeindehauptort)      | 4016             | Bilma       | Agadez | 18° 41′ N, 12° 55′ O    |
| Zoo Baba                      | 142              | Bilma       | Agadez | 18° 14′ N, 13° 3′ O     |
| Aoudéras                      | 727              | Dabaga      | Agadez | 17° 38′ N, 8° 25′ O     |
| Dabaga (Gemeindehauptort)     | 251              | Dabaga      | Agadez | 17° 19′ N, 8° 8′ O      |
| Elméki                        | k. A.            | Dabaga      | Agadez | 17° 44′ N, 8° 17′ O     |
| N’Doudou                      | 396              | Dabaga      | Agadez | 17° 8′ N, 8° 4′ O       |
| Achinouma                     | 581              | Dirkou      | Agadez | 19° 8′ N, 12° 55′ O     |
| Anney                         | 581              | Dirkou      | Agadez | 19° 22′ N, 12° 54′ O    |
| Argui                         | 485              | Dirkou      | Agadez | 19° 5′ N, 12° 55′ O     |
| Bezza                         | 255              | Dirkou      | Agadez | 18° 55′ N, 12° 53′ O    |
| Chimaindour                   | 852              | Dirkou      | Agadez | 18° 58′ N, 12° 54′ O    |
| Dirkou (Gemeindehauptort)     | 7204             | Dirkou      | Agadez | 19° 0′ N, 12° 54′ O     |
| Latey                         | 162              | Dirkou      | Agadez | 19° 21′ N, 12° 52′ O    |
| Chirfa                        | 288              | Djado       | Agadez | 20° 57′ N, 12° 20′ O    |
| Dao Timni                     | k. A.            | Djado       | Agadez | 20° 32′ N, 13° 33′ O    |
| Madama                        | k. A.            | Djado       | Agadez | 21° 57′ N, 13° 39′ O    |
| Séguédine                     | 381              | Djado       | Agadez | 20° 12′ N, 12° 58′ O    |
| Yaba                          | 42               | Djado       | Agadez | 21° 6′ N, 12° 15′ O     |
| Fachi (Gemeindehauptort)      | 2215             | Fachi       | Agadez | 18° 6′ N, 11° 35′ O     |
| Iférouane (Gemeindehauptort)  | 2486             | Iférouane   | Agadez | 19° 4′ N, 8° 25′ O      |
| Ingall (Gemeindehauptort)     | 7839             | Ingall      | Agadez | 16° 47′ N, 6° 56′ O     |
| Abardak                       | 1254             | Tabelot     | Agadez | 17° 31′ N, 8° 39′ O     |
| Afassas                       | k. A.            | Tabelot     | Agadez | 17° 43′ N, 9° 0′ O      |
| Tabelot (Gemeindehauptort)    | 1956             | Tabelot     | Agadez | 17° 37′ N, 8° 56′ O     |
| Tadaodao Ewek                 | 349              | Tabelot     | Agadez | 17° 44′ N, 8° 45′ O     |
| Timia (Gemeindehauptort)      | 2210             | Timia       | Agadez | 18° 7′ N, 8° 47′ O      |
| Abouja                        | 1318             | Goudoumaria | Diffa  | 13° 23′ N, 11° 1′ O     |
| Fadjimiram                    | 197              | Goudoumaria | Diffa  | 13° 32′ N, 11° 9′ O     |
| Kandiradi                     | 236              | Goudoumaria | Diffa  | 13° 27′ N, 11° 13′ O    |
| Kangué Bawo                   | 516              | Goudoumaria | Diffa  | 13° 24′ N, 11° 16′ O    |
| Karagou Mandaram              | 584              | Goudoumaria | Diffa  | 13° 31′ N, 10° 59′ O    |
| Kilboua                       | 218              | Goudoumaria | Diffa  | 13° 32′ N, 11° 7′ O     |
| Kodjiméri                     | 748              | Goudoumaria | Diffa  | 13° 25′ N, 11° 6′ O     |
| Kouloumfardou                 | 450              | Goudoumaria | Diffa  | 13° 55′ N, 11° 8′ O     |
| Adebour                       | 241              | Maïné-Soroa | Diffa  | 13° 19′ N, 11° 53′ O    |
| Chéri                         | 1743             | Maïné-Soroa | Diffa  | 13° 25′ N, 11° 23′ O    |
| Babban Rouwa                  | 1184             | Bandé       | Zinder | 13° 16′ N, 8° 56′ O     |
| Bandé (Gemeindehauptort)      | 9523             | Bandé       | Zinder | 13° 11′ N, 8° 53′ O     |
| Gabi Haoussa                  | 1368             | Bandé       | Zinder | 13° 8′ N, 8° 49′ O      |
| Lakiré                        | 994              | Bandé       | Zinder | 13° 13′ N, 8° 48′ O     |
| Baddam                        | 83               | Bouné       | Zinder | 13° 18′ N, 9° 46′ O     |
| Gamdou                        | 1393             | Bouné       | Zinder | 13° 22′ N, 9° 59′ O     |
| Karguéri                      | 3068             | Bouné       | Zinder | 13° 27′ N, 10° 26′ O    |
| Dogo (Gemeindehauptort)       | 7601             | Dogo        | Zinder | 13° 30′ N, 9° 1′ O      |
| Doungou (Gemeindehauptort)    | 4669             | Doungou     | Zinder | 13° 25′ N, 8° 38′ O     |
| Assararé                      | 650              | Gouchi      | Zinder | 13° 29′ N, 9° 29′ O     |
| Gouchi (Gemeindehauptort)     | 1387             | Gouchi      | Zinder | 13° 31′ N, 9° 33′ O     |
| Jambirdji                     | 5304             | Gouchi      | Zinder | 13° 24′ N, 9° 27′ O     |
| Wiwi                          | 499              | Gouchi      | Zinder | 13° 26′ N, 9° 27′ O     |
| Kilakinna                     | 727              | Gouré       | Zinder | 13° 43′ N, 10° 45′ O    |
| Yeryerni                      | 306              | Gouré       | Zinder | 13° 45′ N, 10° 24′ O    |
| Guidiguir (Gemeindehauptort)  | 8068             | Guidiguir   | Zinder | 13° 40′ N, 9° 50′ O     |
| Angoual Toudou                | 815              | Guidimouni  | Zinder | 13° 53′ N, 9° 26′ O     |
| Guidimouni (Gemeindehauptort) | 15326            | Guidimouni  | Zinder | 13° 42′ N, 9° 31′ O     |
| Lassouri                      | 1740             | Guidimouni  | Zinder | 14° 1′ N, 9° 35′ O      |
| Tassaou Haoussa               | 1280             | Kantché     | Zinder | 13° 30′ N, 8° 29′ O     |
| Dan Bako                      | 1477             | Wacha       | Zinder | 13° 19′ N, 9° 20′ O     |
| Kaki Baré                     | 3451             | Wacha       | Zinder | 13° 21′ N, 9° 23′ O     |
| Wacha (Gemeindehauptort)      | 5162             | Wacha       | Zinder | 13° 22′ N, 9° 18′ O     |
| Gomba                         | 2970             | Yaouri      | Zinder | 13° 18′ N, 8° 45′ O     |
| Katofou                       | 1865             | Yaouri      | Zinder | 13° 19′ N, 8° 41′ O     |